# Высшие степени отличия СССР
Вы́сшие сте́пени отли́чия СССР — государственные награды Советского Союза, призванные поощрить за особые заслуги в коммунистическом строительстве, защите социалистического Отечества, а также за иные особые заслуги перед государством и обществом. Государственные награды СССР, кроме высших степеней отличия, включали в себя 20 орденов, 55 медалей, 19 почётных званий СССР.

## Основные положения
В пункте 9 статьи 121 Конституции СССР говорилось, что все виды государственных наград и почётных званий СССР мог учреждать, награждать и присваивать только Президиум Верховного Совета СССР. 3 июля 1979 года Президиум Верховного Совета СССР утвердил «Общее положение об орденах, медалях и почётных званиях СССР», в котором глава II «Высшие степени отличия» (статьи 8—13) посвящена высшим степеням отличия Советского Союза.
В СССР были установлены следующие высшие степени отличия:
- звание Героя Советского Союза;
- звание Героя Социалистического Труда;
- звание «Город-герой», звание «Крепость-герой»;
- звание «Мать-героиня».

При присвоении звания «Герой Советского Союза» или «Герой Социалистического Труда» награждаемому вручались: высшая награда СССР — орден Ленина, знак особого отличия — медаль «Золотая Звезда» или золотая медаль «Серп и Молот», Грамота Президиума Верховного Совета СССР. Положения о звании Героя Советского Союза и Героя Социалистического Труда допускали неоднократное награждение этими званиями. В случае повторного присвоения высшей степени отличия на родине героев устанавливался бронзовый бюст. Лишение обоих званий производилось только Президиумом Верховного Совета СССР.
При награждении матерей, родивших и воспитавших десять и более детей, вручался орден «Мать-героиня» и Грамота Президиума Верховного Совета СССР. В случае смерти матери-героини все указанные награды оставались в семье.
- Анатолий Васильевич Ляпидевский — Герой Советского Союза №1
- Леонид Михайлович Солодков — последний Герой Советского Союза
- Иосиф Виссарионович Сталин — первый Герой Социалистического Труда
- Бибигуль Ахметовна Тулегенова — последний Герой Социалистического Труда

Городам, удостоенным звания «Город-герой» и «Крепость-герой», вручалась высшая награда СССР — орден Ленина, медаль «Золотая Звезда» и Грамота Президиума Верховного Совета СССР, которые хранились в исполкоме городского Совета народных депутатов. На знамени города наносились изображения ордена Ленина и медали «Золотая Звезда», а в самом городе возводился обелиск с изображением ордена Ленина, медали «Золотая Звезда» и текстом Указа Верховного Совета.
- Стела города-героя Ленинграда
- Обелиск города-героя Минска
- Монумент Брестской крепости-героя
- Монумент города-героя Киева
- Монумент города-героя Одессы
- Стела Города-Героя Севастополя
- Монумент с Указом о присвоении звания города-героя Волгограду

## Список
| Звание                        | Дата учреждения      | Даты внесения изменений                                                                       | Количество награждений | Знак отличия | Вручаемая награда |
| ----------------------------- | -------------------- | --------------------------------------------------------------------------------------------- | ---------------------- | ------------ | ----------------- |
| Герой Советского Союза        | 16 апреля 1934 года  | 29 июля 1936 года 1 августа 1939 года 16 октября 1939 года 14 мая 1973 года 18 июля 1980 года | 12 777                 |              |                   |
| Герой Социалистического Труда | 27 декабря 1938 года | 22 мая 1940 года 14 мая 1973 года                                                             | 20 613                 |              |                   |
| «Мать-героиня»                | 8 июля 1944 года     | 18 августа 1944 года                                                                          | около 431 000          |              |                   |
| Город-герой                   | 8 мая 1965 года      | 13 июля 1980 года                                                                             | 12                     |              |                   |
| Крепость-герой                | 8 мая 1965 года      |                                                                                               | 1                      |              |                   |

## Комментарии
1. ↑  Учреждение Положения о звании Героя Советского Союза.
2. ↑  Учреждение медали «Золотая Звезда».
3. ↑  Новая редакция Положения о звании Героя Советского Союза.
4. ↑  Учреждение золотой медали «Серп и Молот».
5. ↑  Новая редакция Положения о звании Героя Социалистического Труда.
6. ↑  Учреждение Положения о почётном звании «Мать-героиня» и ордене «Мать-героиня».